# 6346 Сюкумеґурі
6346 Сюкумеґурі (6346 Syukumeguri) — астероїд головного поясу, відкритий 6 січня 1995 року.
Тіссеранів параметр щодо Юпітера — 3,194.
Названо на честь Сюкумеґурі (яп. しゅくめぐり(宿廻) сюкумеґурі).